# These Are the Days (Inhaler)
These Are the Days is een nummer van de Ierse alternatieve rockband Inhaler uit 2022. Het is de eerste single van hun tweede studioalbum Cuts & Bruises. Het is een uptempo alternatieve rocknummer met een vrolijk geluid. 
Het nummer viel in Ierland buiten de hitlijsten. Ook de Nederlandse Top 40 of Tipparade werd niet gehaald, wel werd de plaat 3FM Megahit en bereikte het de 16e positie in de Mega Top 30 van NPO 3FM. Daarnaast werd het door diverse radiostations gedraaid. In België bereikte het nummer geen enkele hitlijsten, maar hier werd het wel gedraaid door Studio Brussel. Het nummer werd ook gebruikt in een reclamespot voor dat radiostation.